# أندريا بوفو
اندريا بوفو (بالإيطالية: Andrea Bovo)‏ (14 مايو 1986 بالبندقية في إيطاليا - ) هو لاعب كرة قدم إيطالي في مركز الوسط. شارك مع منتخب إيطاليا تحت 16 سنة لكرة القدم ومنتخب إيطاليا تحت 17 سنة لكرة القدم ومنتخب إيطاليا تحت 18 سنة لكرة القدم ومنتخب إيطاليا تحت 19 سنة لكرة القدم ومنتخب إيطاليا تحت 20 سنة لكرة القدم. أما مع النوادي، فقد لعب مع نادي بادوفا ونادي باري ونادي باليرمو ونادي بيسكارا ونادي ساليرنيتانا ونادي سبيزيا ونادي فينيزيا.

## روابط خارجية
- أندريا بوفو على موقع قاعدة بيانات كرة القدم.إي يو (الإنجليزية)
- أندريا بوفو على موقع Soccerway.com (الإنجليزية)